# Vremja reka
Vremja reka è il terzo album del cantante russo Dima Bilan.

## Canzoni
- 1.	"Ya Tebya Pomnu"
- 2.	"Etо Bila Lubov'"
- 3.	"Vremya-Reka"
- 4.	"Ne Ostavlai Menya"
- 5.	"Spasibo Tebe"
- 6.	"Gde-to"
- 7.	"Stan' Dlya Menya"
- 8.	"Nevozmoznoe Vozmozno"
- 9.	"Ya Umirau Ot Lubvi"
- 10.	"Veter S Morya"
- 11.	"Ne Skuchai Bednij Anhel"
- 12.	"Tak Ustroen Etot Mir"
- 13.	"Never Let You Go"